# Soldatslavar i Ryssland

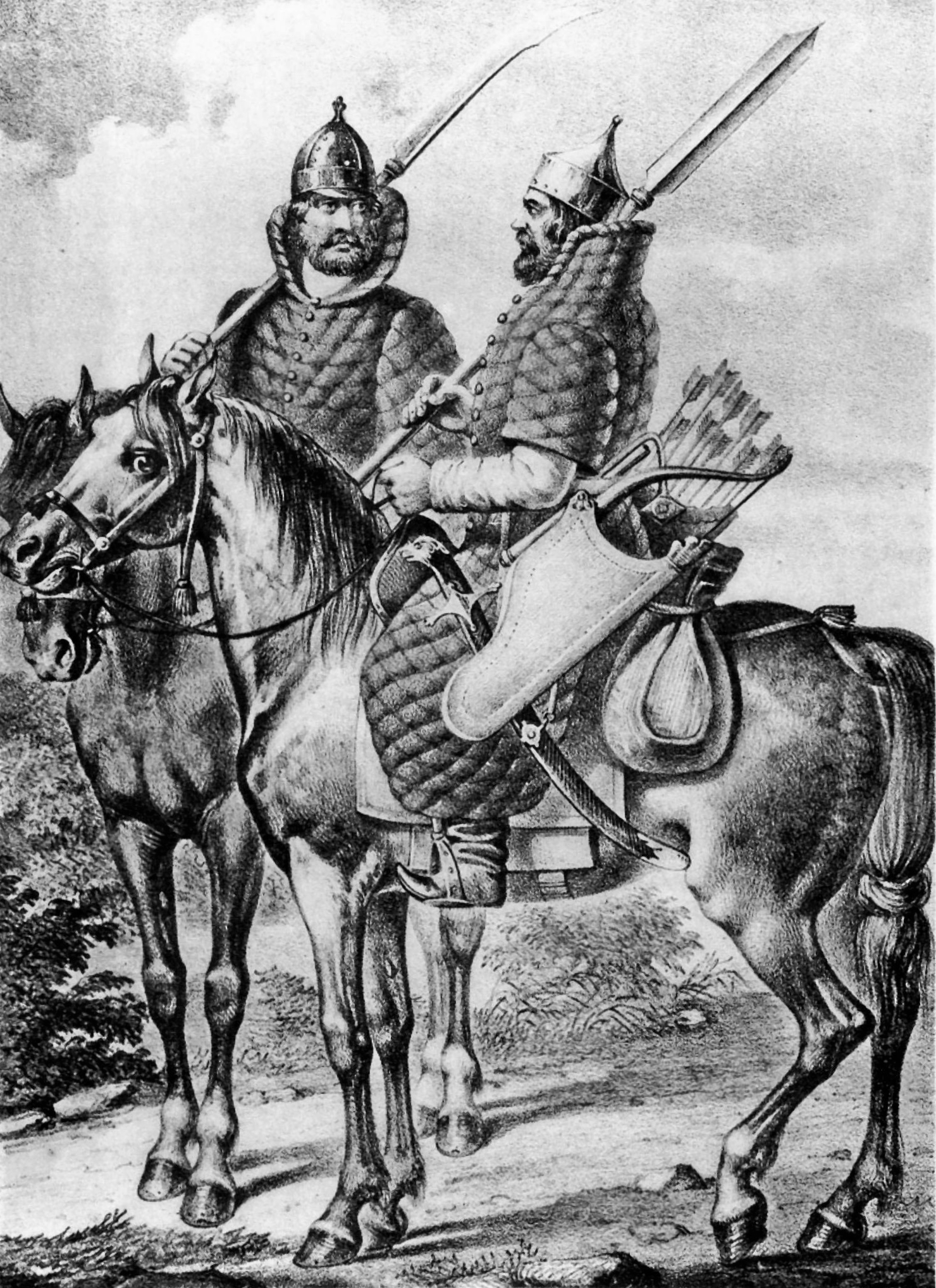
Ryska rusttjänstryttare under sextonhundratalet.

Soldatslavar i Ryssland var ofria krigsmän i de stora och medelstora jordägarnas tjänst. De existerade från början på femtonhundratalet till början på sjuttonhundratalet.

## Uppkomst
I det forna och medeltida Ryssland var stormännens hirdmän fria män vilka kunde överge sin herre och söka sig i annans tjänst. Soldatslavarna uppkom ur pauperiserade lågadelsmän vilka inte längre kunde fullgöra rusttjänstskyldigheten för sin förläningsjord. De kunde inte längre förse sig själva med vapen, rustning eller hästar. För att inte nedsjunka i livegenskap gav de sig själva som soldatslavar åt någon storman.

## Social ställning
Soldatslavarna intog en mellanställning mellan frälset och allmogen. De var utrustade på samma sätt som lågfrälsets rusttjänstryttare och stred tillsammans med dem.